# كريس بلاكويل
كريس بلاكويل (بالإنجليزية: Chris Blackwell)‏ هو منتج أسطوانات وملحن بريطاني، ولد في 22 يونيو 1937 في لندن في المملكة المتحدة.

## وصلات خارجية
- كريس بلاكويل على موقع IMDb (الإنجليزية)
- كريس بلاكويل على موقع الموسوعة البريطانية (الإنجليزية)
- كريس بلاكويل على موقع ألو سيني (الفرنسية)
- كريس بلاكويل على موقع ميوزك برينز (الإنجليزية)
- كريس بلاكويل على موقع أول موفي (الإنجليزية)
- كريس بلاكويل على موقع قاعدة بيانات الأفلام السويدية (السويدية)
- كريس بلاكويل على موقع أول ميوزيك (الإنجليزية)
- كريس بلاكويل على موقع ديسكوغز (الإنجليزية)
- كريس بلاكويل على موقع قاعدة بيانات الفيلم (الإنجليزية)
- كريس بلاكويل على موقع كينوبويسك (الروسية)